# 드라프스코군

서포모제주 지도에 표시된 드라프스코군의 위치

드라프스코군(폴란드어: powiat drawski)은 폴란드 서포모제주에 위치한 군으로 군청 소재지는 드라프스코이며 면적은 1,764.21km2, 인구는 58,062명(2015년 기준), 인구 밀도는 33명/km2이다.
북쪽으로는 시비드빈군, 동쪽으로는 슈체치네크군, 비엘코폴스카주 즈워투프군, 남동쪽으로는 바우치군, 남쪽으로는 호슈치노군, 서쪽으로는 스타르가르트군, 북서쪽으로는 워베스군과 접한다. 6개 지방 자치체(4개 도시형 농촌, 2개 농촌)를 관할한다.

군기
군 문장